# Rijeka
Rijeka (en italiano Fiume) es una ciudad de Croacia ubicada en el interior de la bahía de Carnaro. Alberga el principal puerto de Croacia. Es una ciudad universitaria y además sede de arzobispado. La ciudad cuenta con uno de los teatros nacionales. Tiene 144 043 habitantes (su área metropolitana 370 000, ambas según datos de 2001), lo que la convierte en la tercera ciudad más poblada del país. Es capital del condado de Primorje-Gorski Kotar. La economía de la ciudad depende del transporte marítimo, los astilleros y el turismo.

## Toponimia
Rijeka (pronunciación en serbocroata: [rjɛ̌ːka], /riéka/, literalmente río, y en dialecto chakaviano se la llama Rika o Reka), anteriormente recibía el nombre de Fiume (que también significa río en italiano, y que es la denominación adoptada también en húngaro).

## Geografía
Se encuentra a una altitud de 12 m sobre el nivel del mar, a 161 km de la capital nacional, Zagreb.

### Clima
| Parámetros climáticos promedio de Rijeka (1971−2000 normales, extremas 1948−2020) | Parámetros climáticos promedio de Rijeka (1971−2000 normales, extremas 1948−2020) | Parámetros climáticos promedio de Rijeka (1971−2000 normales, extremas 1948−2020) | Parámetros climáticos promedio de Rijeka (1971−2000 normales, extremas 1948−2020) | Parámetros climáticos promedio de Rijeka (1971−2000 normales, extremas 1948−2020) | Parámetros climáticos promedio de Rijeka (1971−2000 normales, extremas 1948−2020) | Parámetros climáticos promedio de Rijeka (1971−2000 normales, extremas 1948−2020) | Parámetros climáticos promedio de Rijeka (1971−2000 normales, extremas 1948−2020) | Parámetros climáticos promedio de Rijeka (1971−2000 normales, extremas 1948−2020) | Parámetros climáticos promedio de Rijeka (1971−2000 normales, extremas 1948−2020) | Parámetros climáticos promedio de Rijeka (1971−2000 normales, extremas 1948−2020) | Parámetros climáticos promedio de Rijeka (1971−2000 normales, extremas 1948−2020) | Parámetros climáticos promedio de Rijeka (1971−2000 normales, extremas 1948−2020) | Parámetros climáticos promedio de Rijeka (1971−2000 normales, extremas 1948−2020) |
| Mes                                                                               | Ene.                                                                              | Feb.                                                                              | Mar.                                                                              | Abr.                                                                              | May.                                                                              | Jun.                                                                              | Jul.                                                                              | Ago.                                                                              | Sep.                                                                              | Oct.                                                                              | Nov.                                                                              | Dic.                                                                              | Anual                                                                             |
| --------------------------------------------------------------------------------- | --------------------------------------------------------------------------------- | --------------------------------------------------------------------------------- | --------------------------------------------------------------------------------- | --------------------------------------------------------------------------------- | --------------------------------------------------------------------------------- | --------------------------------------------------------------------------------- | --------------------------------------------------------------------------------- | --------------------------------------------------------------------------------- | --------------------------------------------------------------------------------- | --------------------------------------------------------------------------------- | --------------------------------------------------------------------------------- | --------------------------------------------------------------------------------- | --------------------------------------------------------------------------------- |
| Temp. máx. abs. (°C)                                                              | 20.0                                                                              | 21.4                                                                              | 25.0                                                                              | 28.9                                                                              | 33.7                                                                              | 36.7                                                                              | 40.0                                                                              | 39.5                                                                              | 34.8                                                                              | 28.8                                                                              | 25.5                                                                              | 20.4                                                                              | 40.0                                                                              |
| Temp. máx. media (°C)                                                             | 9.1                                                                               | 9.9                                                                               | 12.6                                                                              | 15.9                                                                              | 21.1                                                                              | 24.6                                                                              | 27.9                                                                              | 28.1                                                                              | 23.5                                                                              | 18.5                                                                              | 13.2                                                                              | 10.1                                                                              | 17.9                                                                              |
| Temp. media (°C)                                                                  | 5.8                                                                               | 6.3                                                                               | 8.8                                                                               | 12.0                                                                              | 16.8                                                                              | 20.3                                                                              | 23.1                                                                              | 23.1                                                                              | 18.8                                                                              | 14.2                                                                              | 9.6                                                                               | 6.8                                                                               | 13.8                                                                              |
| Temp. mín. media (°C)                                                             | 2.9                                                                               | 3.2                                                                               | 5.5                                                                               | 8.4                                                                               | 12.8                                                                              | 16.0                                                                              | 18.6                                                                              | 18.6                                                                              | 14.9                                                                              | 10.9                                                                              | 6.6                                                                               | 4.0                                                                               | 10.2                                                                              |
| Temp. mín. abs. (°C)                                                              | -11.4                                                                             | -12.8                                                                             | -7.7                                                                              | -0.2                                                                              | 2.1                                                                               | 7.4                                                                               | 10.4                                                                              | 9.1                                                                               | 4.8                                                                               | -1.2                                                                              | -4.5                                                                              | -8.9                                                                              | -12.8                                                                             |
| Precipitación total (mm)                                                          | 128.7                                                                             | 104.1                                                                             | 113.0                                                                             | 113.8                                                                             | 103.3                                                                             | 119.9                                                                             | 70.1                                                                              | 101.5                                                                             | 156.5                                                                             | 203.9                                                                             | 181.9                                                                             | 155.6                                                                             | 1552.4                                                                            |
| Días de precipitaciones (≥ 0.1 mm)                                                | 10.7                                                                              | 8.5                                                                               | 10.3                                                                              | 12.6                                                                              | 12.5                                                                              | 12.3                                                                              | 8.8                                                                               | 9.0                                                                               | 10.6                                                                              | 12.1                                                                              | 11.7                                                                              | 11.2                                                                              | 130.1                                                                             |
| Días de nevadas (≥ 1.0 cm)                                                        | 0.8                                                                               | 0.3                                                                               | 0.2                                                                               | 0.0                                                                               | 0.0                                                                               | 0.0                                                                               | 0.0                                                                               | 0.0                                                                               | 0.0                                                                               | 0.0                                                                               | 0.0                                                                               | 0.1                                                                               | 1.4                                                                               |
| Horas de sol                                                                      | 111.6                                                                             | 135.6                                                                             | 155.0                                                                             | 171.0                                                                             | 232.5                                                                             | 249.0                                                                             | 297.6                                                                             | 279.0                                                                             | 201.0                                                                             | 161.2                                                                             | 111.0                                                                             | 99.2                                                                              | 2203.7                                                                            |
| Humedad relativa (%)                                                              | 65.1                                                                              | 60.3                                                                              | 60.4                                                                              | 62.6                                                                              | 63.7                                                                              | 62.4                                                                              | 56.4                                                                              | 56.0                                                                              | 63.7                                                                              | 67.4                                                                              | 67.3                                                                              | 66.4                                                                              | 62.7                                                                              |
| Fuente: Croatian Meteorological and Hydrological Service                          |                                                                                   |                                                                                   |                                                                                   |                                                                                   |                                                                                   |                                                                                   |                                                                                   |                                                                                   |                                                                                   |                                                                                   |                                                                                   |                                                                                   |                                                                                   |

## Historia

### Historia Antigua y Edad Media

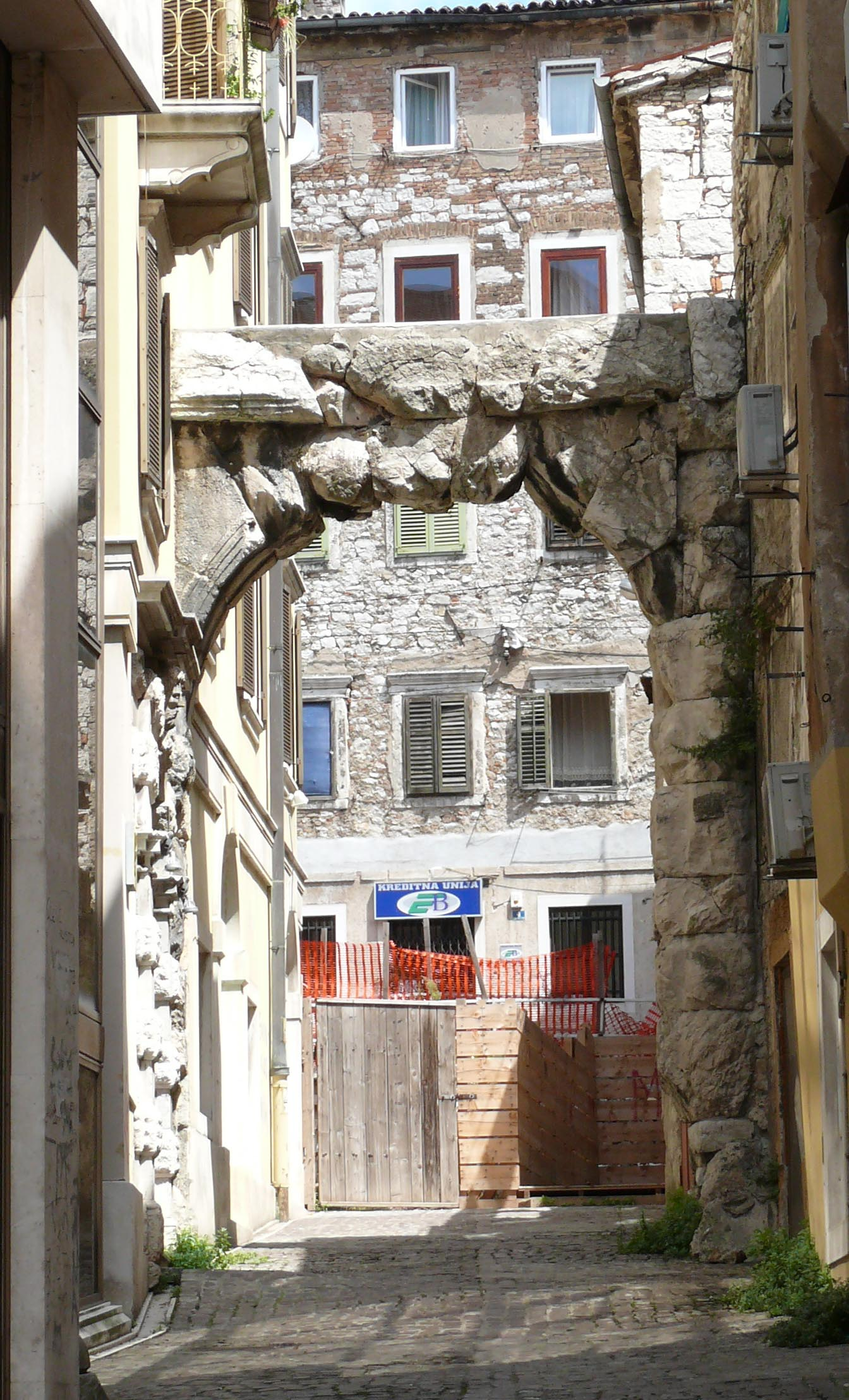
Puerta romana de Tarsatica.

Se pueden encontrar restos de establecimientos neolíticos en la región. Las ciudades más antiguas de la zona fueron la celta Tarsatica (actual Trsat, que ahora forma parte de Rijeka) situada en una colina y Liburna, localidad de marineros en el puerto natural localizado en la parte baja de la ciudad.
En la época de Augusto, los romanos reconstruyeron Tarsatica como municipium en la margen derecha del río Rječina y la rebautizaron como Flumen. Plinio el Viejo mencionó Tarsatica (Historia natural, 140). En el siglo VI, la ciudad se renombró como Flumen Sancti Viti en honor al patrono San Vito. En 1020, el obispo de Aquileia, del que dependía, le otorgó el título de "Ciudad libre", siendo considerada desde entonces una de las ciudades-estado de la Dalmacia neolatina (junto con Zara y Spalato). 
Hasta el año 1000, los dálmatas neolatinos fueron la población autóctona en la ciudad de Fiume, pero sucesivamente empezaron a poblarla los croatas. En 1260, comienza a aparecer en los documentos croatas como Rika y en 1281 con el nombre de Flumen. A partir del siglo VII, la ciudad vivió sucesivamente bajo los dominios franco, veneciano, croata y húngaro, hasta ser tomada por los Habsburgo, en 1466.

### Bajo la soberanía de los Habsburgo

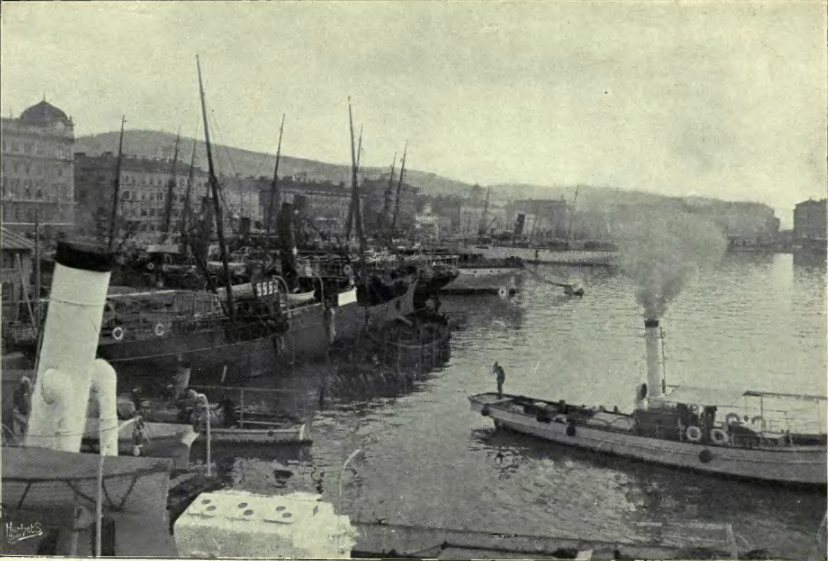
Puerto de Fiume a principios del

Creada como puerto franco en 1723, Rijeka fue pasando durante los siglos XVIII y XIX por las manos de la Austria de los Habsburgo, de Croacia y de Hungría hasta su incorporación a esta última en 1870. 
Aunque Croacia tenía una autonomía constitucional dentro de Hungría, la ciudad de Rijeka era independiente, gobernada directamente desde Budapest por un gobernador designado, como único puerto internacional de Hungría. Entonces mantuvo una fuerte rivalidad con el puerto austríaco de Trieste. La ciudad fue uno de los puertos del imperio, por lo que tuvo gran desarrollo en la época. Una de las causas de su crecimiento fue la comunicación por ferrocarril con Viena.
La ciudad fue cambiando de manos en varias ocasiones entre el Imperio austríaco (1797-1806), el Primer Imperio francés (1806-1814) y, tras el Congreso de Viena, en 1815, pasó durante un siglo al Imperio austrohúngaro, hasta su disolución en 1918, en el que pasó a Montenegro dentro del Reino de los Serbios, Croatas y Eslovenos, futura Yugoslavia.

### Período italiano

La población de Fiume saludando la llegada de D'Annunzio en septiembre de 1919. En la ciudad vivían 22 488 italianos de un total de 35 839 habitantes.

Al final de la Primera Guerra Mundial, la ciudad, que tenía una mayoría de habitantes de lengua italiana, fue objeto de enfrentamientos entre el recién nacido Estado de Yugoslavia y el Reino de Italia, que inicialmente llevaron a la creación del Estado libre de Fiume bajo el mando de Gabriele D'Annunzio, quien la propuso como sede de la Liga de Fiume. Seguidamente Fiume fue unida a Italia en 1924. La ciudad experimentó un gran desarrollo en los años treinta, gracias a sus astilleros y a las industrias militares, siendo su provincia doblada en tamaño en 1941. Sin embargo, la dictadura fascista reprimió toda libertad de expresión, y miles de personas sufrieron durante esos tristes años.
Después de la Segunda Guerra Mundial, cuando sufrió terribles bombardeos aliados, Fiume pasó a ser parte de la Yugoslavia de Tito volviendo oficialmente a ser Rijeka, en 1947. Tras la huida de italianos durante el llamado éxodo istriano-fiumano-dálmata.

### Actualidad
La ciudad de Rijeka se desarrolló bajo Tito, llegando a tener casi 250 000 habitantes en su área metropolitana. El puerto de Rijeka es el puerto principal de Croacia desde su independencia, y lo fue de Yugoslavia desde la Segunda Guerra Mundial hasta 1991. 
El volumen de mercancías del puerto es de 10,2 millones de toneladas (2010), sobre todo de petróleo, carga general y carga a granel, y 137 048 TEUs. En 2008, el puerto de Rijeka registró 4376 llegadas de buques. Es administrado por la Autoridad Portuaria de Rijeka.

## Demografía

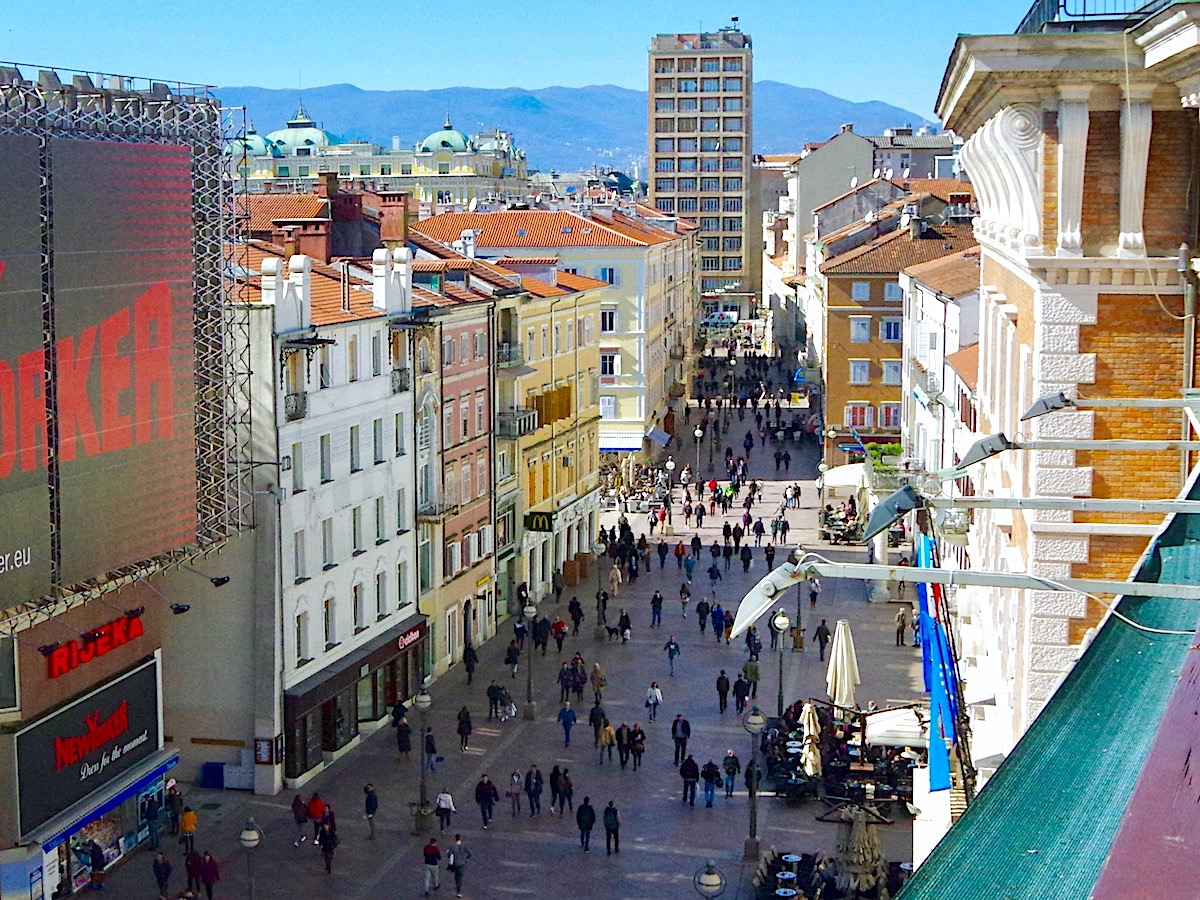
Personas en una calle de Rijeka

Tiene 144 043 habitantes (370 000 en el área metropolitana, ambas según datos de 2001). El 80,39 % de la población es croata (censo 2001), mientras que el 6,57 % es serbio, el 2,06 % es bosnio, el 1,90 % es italiano y el 0,85 % esloveno. Sin embargo, el componente lingüístico y cultural italiano es más relevante de lo que los datos indican, puesto que la lengua italiana sigue siendo de facto cooficial en la ciudad, junto con el croata, y que la comunidad de italianos de Rijeka/Fiume cuenta con más de 7000 miembros.
En el censo 2011, el total de población del municipio fue de 128 624 habitantes, distribuidos en las siguientes localidades:
- Bakar - 240
- Rijeka - 128 324

| Gráfica de población de Rijeka 1857-2011                            |
|                                                                     |
| Según los censos de población de la oficina estadística de Croacia. |

## Patrimonio

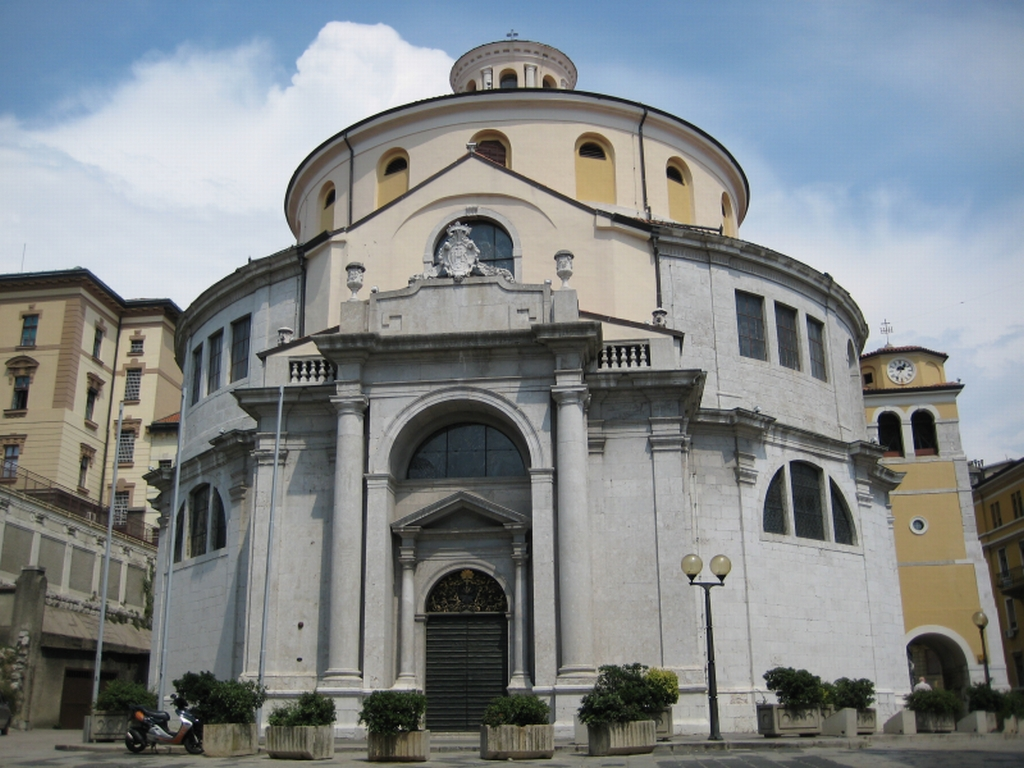
Catedral de San Vito

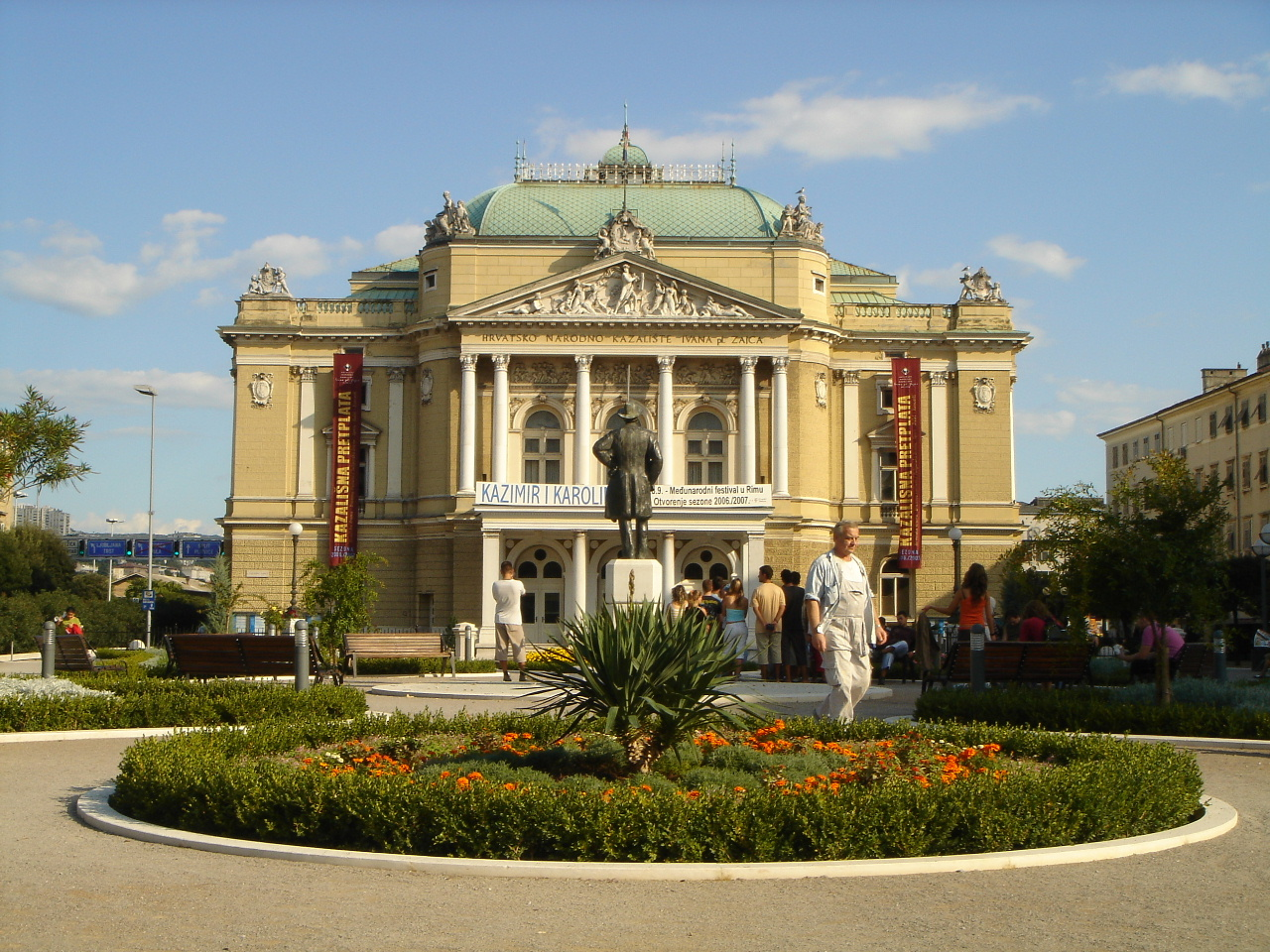
Teatro Nacional de Croacia

- Teatro Nacional de Croacia, construido en 1883.
- Majke Božje Trsatske: Santuario de Nuestra Señora de Trsat. Construido en la Baja Edad Media, en una elevación, a 135 m sobre el nivel del mar.
- Castillo de Trast. Construido en el siglo XIII sobre lo que se piensa que fue una antigua fortaleza Iliria y romana, fue reconstruido y renovado en el siglo XIX.
- Escalera de Petar Kružić. De 561 escalones, lleva de Rijeka a Trast.
- Puerta antigua o arco romano. Inicialmente se pensó que era un arco triunfal, aunque más tarde se descubrió que llevaba al praetorium.
- Catedral de San Vito. En su situación actual, fue fundada en 1638.
- Palacio Modello. En estilo ecléctico, fue construido en 1882, ocupando el solar dejado por el Teatro Adamić.
- Estadio de fútbol Kantrida. Construido en 1912. Tiene una apariencia distintiva, ya que está situado entre los acantilados, al norte del estadio, y la costa del mar Adriático, en su lado sur.

## Curiosidades
- Tvornica «Torpedo» (la fábrica de torpedos): los primeros tipos de torpedos europeos autopropulsados fueron creados por Giovanni Luppis, un ingeniero naval italiano de Rijeka, retirado. Los restos de esta fábrica todavía existen, incluso se conserva una rampa de lanzamiento usada para probar en 1866 el primer torpedo autopropulsado.
- Dentro de Croacia, fue en esta ciudad donde se comenzó a jugar a fútbol por primera vez, en 1873, entre los empleados que construían las líneas ferroviarias que la comunicaban con Budapest y Viena.

## Ciudades hermanadas
Rijeka está hermanada con:
- Bitola (Macedonia del Norte)
- Faenza (Italia)
- Este (Italia)
- Génova (Italia)
- Colonia (Alemania)
- Neuss (Alemania)
- Liubliana (Eslovenia)
- Kawasaki (Japón)
- Yalta (Ucrania / Rusia)
- Cetiña (Montenegro)